# Kasteel Moravská Třebová
Kasteel Moravská Třebová bevindt zich in het centrum van het gelijknamige stadje. Het is gebouwd op de plaats waar vroeger een burcht stond, welke dateert uit de dertiende eeuw. Het stadje Moravská Třebová ligt in het zuidoostelijke deel van de regio Pardubice, en in het noordwesten van Moravië, Tsjechië.

## Vroege Middeleeuwen
Rond 1270 sticht Boris van Riesenburg de plaats Třebová, en bouwt daar een burcht. Oorspronkelijk wordt deze van het stadje gescheiden door een slotgracht, welkein de zestiende eeuw wordt gedempt. De burcht wordt echter verwaarloosd, en van het oorspronkelijke gebouw bestaan alleen nog de fundamenten van de torens.
In de zestiende eeuw wordt de burcht vervangen door en renaissancistisch kasteel, de eerste in deze stijl in Europa boven de Alpen. De bouwstijl is sterk beïnvloed door moderne Italiaanse stromingen in de architectuur. Het karakteristieke gebouw bestaat uit verschillende vleugels rondom een prachtige bogengalerij; elke vleugel heeft zijn eigen toegang via een trappenhuis. Bijzonder is ook de toegangspoort tot de binnenplaats, die wordt vergeleken met de poort van de Vladislav Zaal in de Praagse Burcht, en het slakkenhuisvormige trappenhuis in een van de torens.

## Bezienswaardigheden
Het kasteel Moravská Třebová behoort tot de belangrijkste renaissancistische monumenten van Tsjechië en Midden Europa, en laat de ontwikkeling zien van de Vroeg- naar de Laatrenaissance in Tsjechië. Voor bezoekers van het kasteel is de expositie 'Schatten van Moravská Třebová' te zien, welke de ontwikkeling toont van het het leven in de vijftiende eeuw tot heden. De verzameling bevat onder andere bijzondere middeleeuwse voorwerpen, zeldzame tapisserieën en portretten uit de vijftiende en zestiende eeuw.
Een tweede expositie is genaamd “Middeleeuwse martelkamers”. Deze toont de grootste verzameling middeleeuwse martelwerktuigen van Moravië en kerkers met de oorspronkelijke britsen.
De nieuwste interactieve expositie is 'Het alchimistische laboratorium van dokter Bonacina'. Deze expositie is gewijd aan de beroemde Moravische politicus en aristocraat Ladislav Velen van Žerotín, zijn Milanese lijfsarts M.E. Bonacina en de alchemie, gezien vanuit van de moderne tijd.
Een vierde expositie is genaamd 'Leven op het platteland', en laat de middeleeuwse levensstijl zien, met onder andere een weefgetouw en spinnewiel uit die tijd.